# Jill Furmanovsky
Jill Furmanovsky (*1953) je rocková fotografka narozená v Zimbabwe.

## Život a dílo
Spolu s rodiči a bratrem Michaelem emigrovala v roce 1965 do Londýna. V letech 1972 až 1974 studovala textilní a grafické návrhářství v Central Saint Martins College of Art and Design. V roce 1972 se po pouhých dvou týdnech školení stala oficiální fotografkou ve významném londýnském rockovém dějišti Rainbow Theatre.
Fotografovala významné veličiny rockové hudby jako jsou Bob Dylan, Led Zeppelin, Pink Floyd, Mike Oldfield, The Ramones, Bob Marley, Eric Clapton, Blondie, The Police, The Plea, The Clash, John Cale, Sex Pistols, The Pretenders a Oasis. Byla producentem hudebních klipů skupin Oasis a Pretenders. V roce 1995 vydala knihu The Moment - 25 Years of Rock Photography a její výstava fotografií skupiny Oasis Was There Then putovala v roce 1997 po Spojeném království a Irsku. Po výstavě následovala kniha Was There Then – A Photographic Journey with Oasis.